# 维新党
维新党（日语：／ Ishin no Tō）是日本的一个已不存在的政党，由日本维新会和與连结党（結いの党）于2014年9月21日合并而成，结党时为日本第二大在野党。

## 概要
起自於日本維新會共同代表（黨魁）之一的石原慎太郎因志趣相異於2014年8月1日另組次世代党後，與其割席的「新·維新會」在同日與連結黨以兩者合組新政党的前提下進行交涉，此前另一共同代表橋下徹曽對兩者合作表達出濃厚興趣。此後兩者藉共組衆議院黨團進行磨合，並協定於同年9月21日召開創党大会，翌22日透過大阪府選舉管理委員會向總務大臣提出申請。
成立時，維新會與連結黨兩者均推舉党内一人為共同代表、並決定於大阪、東京兩地同設總部。而實際流程方面，連結黨相對做出較大讓步，登記主體實際上主要總部為大阪總部、黨魁為橋下徹，且日本維新會是為續存政黨易名，連結黨則解散併入，某程度上原維新會一方獲得較多優勢。
2015年8月14日，幹事長柿澤未途私下參與山形市長選舉民主党・共産党推舉參選人的造勢活動，引發黨內一部反彈。其後松井一郎要求柿澤辞任被拒、加上松野袒護柿澤而加深党内對立。同月27日，橋下・松井宣布辞任黨務並表明去意，翌28日二人宣布另起爐灶，在宣布另籌組新政黨後，與橋下・松井友好的十数位議員表示離意，另一方面松野・柿澤表示會研究與民主党合流或餘部再組的可能性，自此維新党分裂確定。
橋下在10月創立新政党、並祭出限制民主党出身者参加的方針，另馬場伸幸国会對策委員長、片山虎之助總務会長表明參與新党意向。松野在9月8日藉馬場・片山離黨為由，決定解除馬場、片山及柿澤三人職務。橋下於9月15日宣布新党名為「おおさか維新の会」（漢語圏同樣譯作「大阪維新會」），後又更名為「日本維新會」。
2016年2月22日，維新黨與民主黨達成基本協議，兩黨將合併成立新政黨。3月27日，兩黨正式合併成「民進黨」。

## 幹部
執行役員（創黨時）
| 役職名             | 役職名             | 氏名       | 出身政黨           | 議會等         |
| ------------------ | ------------------ | ---------- | ------------------ | -------------- |
| 黨最高顧問         | 黨最高顧問         | 橋下徹     | 大阪維新、日本維新 | 大阪市市長     |
| 黨顧問             | 黨顧問             | 松井一郎   | 大阪維新           | 大阪府知事     |
| 代表               | 代表               | 松野賴久   | 維新國會議員團     | 眾議院議員     |
| 副代表、代議士會長 | 副代表、代議士會長 | 谷畑孝     | 維新國會議員團     | 眾議院議員     |
| 副代表             | 副代表             | 今井豐     | 大阪維新           | 大阪府議會議員 |
| 幹事長             | 幹事長             | 柿澤未途   | 連結黨             | 衆議院議員     |
|                    | 代行               | 松木謙公   | 新黨大地           | 眾議院議員     |
|                    | 代理               | 室井邦彥   | 維新國會議員團     | 參議院議員     |
|                    | 代理               | 小野次郎   | 连结党             | 參議院議員     |
| 兩院議會總會長     |                    | 小野次郎   | 连结党             | 參議院議員     |
| 政務調査会長       | 政務調査会長       | 今井雅人   | 維新國會議員團     | 眾議院議員     |
|                    | 代行               | 淺田均     | 大阪維新           | 大阪府議會議員 |
| 參議院議員會長     | 參議院議員會長     | 片山虎之助 | 維新國會議員團     | 參議院議員     |
| 總務會長           |                    | 片山虎之助 | 維新國會議員團     | 參議院議員     |
|                    | 代行               | 東徹       | 大阪維新           | 參議院議員     |
|                    | 代理               | 柴田巧     | 连结党             | 參議院議員     |

執行役員（分裂後）
| 役職名         | 役職名              | 氏名       | 出身政黨                  | 議會等         |
| -------------- | ------------------- | ---------- | ------------------------- | -------------- |
| 代表           | 代表                | 松野賴久   | 民主党→維新国会議員團     | 衆議院議員     |
| 副代表         | 副代表              | 今井豊     | 大阪維新会                | 大阪府議会議員 |
| 幹事長         | 幹事長              | 今井雅人   | 民主党→維新国会議員團     | 衆議院議員     |
|                | 代行                | 松木謙公   | 新党大地                  | 衆議院議員     |
|                | 代理                | 室井邦彥   | 民主党→維新国会議員團     | 参議院議員     |
| 兩院議員總会長 | 兩院議員總会長      | 小野次郎   | 連結黨                    | 参議院議員     |
| 總務会長       |                     | 小野次郎   | 連結黨                    | 参議院議員     |
|                | 代行                | 東徹       | 大阪維新会                | 参議院議員     |
|                | 代理                | 柴田巧     | 連結黨                    | 参議院議員     |
| 参議院議員会長 | 参議院議員会長      | 片山虎之助 | 太陽黨→維新国会議員團     | 参議院議員     |
| 政務調査会長   | 政務調査会長        | 井坂信彦   | 連結黨                    | 衆議院議員     |
|                | 代行 維新政治塾塾長 | 浅田均     | 大阪維新の会              | 大阪府議会議員 |
|                | 代理                | 井出庸生   | 連結黨                    | 衆議院議員     |
| 國會對策委員長 | 國會對策委員長      | 牧義夫     | 連結黨                    | 衆議院議員     |
|                | 代行                | 村岡敏英   | 太陽の党→維新国会議員團   | 衆議院議員     |
|                | 代理                | 遠藤敬     | 自由民主党→維新国会議員團 | 衆議院議員     |
| 選挙対策委員長 | 選挙対策委員長      | 松浪健太   | 自由民主党→維新国会議員團 | 衆議院議員     |
|                | 代行                | 小熊慎司   | 眾人之黨→維新国会議員團   | 衆議院議員     |
| 党規委員長     | 党規委員長          | 川田龍平   | 連結黨                    | 参議院議員     |
| 役員室長       | 役員室長            | 石関貴史   | 民主党→維新国会議員團     | 衆議院議員     |

## 選舉

### 眾議院
| 選舉   | 领导人 | 候選人 | 小選舉區得票 | 小選舉區得票比例 | 比例代表得票 | 比例代表得票比例 | 議席     | 議席   | 議席 | 選舉結果 |
| ------ | ------ | ------ | ------------ | ---------------- | ------------ | ---------------- | -------- | ------ | ---- | -------- |
| 2014年 | 橋下徹 | 84     | 4,319,645    | 8.16%            | 8,382,699    | 15.72%           | 41 / 475 | ▼2.62% | ▼1   | 反對黨   |